# Katharina Krieger
Katharina Krieger (* 1959 in Bremen) ist eine deutsche Politikerin (Die Linke).

## Biografie
Krieger hat eine Ausbildung zur Lehrerin sowie ein Redaktionsvolontariat abgeschlossen.
Krieger war als Mitglied der Gewerkschaft Erziehung und Wissenschaft (GEW) als Redakteurin tätig. Sie war Mitglied des Vorstandes Linkspartei.PDS und wurde 1994 Landesvorsitzende der Partei in Bremen. Sie war beteiligt an der Erarbeitung des Landesprogramms Arbeit zur Schaffung existenzsichernder Arbeitsplätze und eines öffentlich geförderten Beschäftigungssektors (ÖBS) anstelle von 1-€-Jobs sowie der Realisierung eines Landesentwicklungsplans für öffentlich verantwortete Bildung. Politisch ist sie für die Linke (Stand 2013) in Findorff aktiv.
Sie ist Organisationsreferentin bei der GEW.